# John Buck
Pour les articles homonymes, voir Buck.
Jonathan Richard Buck, né le 7 juillet 1980 à Kemmerer (Wyoming) aux États-Unis, est un receveur de baseball qui évolue dans les Ligues majeures de 2004 à 2014.
John Buck est invité au match des étoiles en 2010 comme représentant des Blue Jays de Toronto.

## Carrière

### Astros de Houston
John Buck est drafté au 7e tour par les Astros de Houston en 1998.
Le 24 juin 2004, alors qu'il évolue toujours en ligues mineures, il est inclus dans un échange à trois équipes entre les Astros, les Athletics d'Oakland et les Royals de Kansas City. Cinq joueurs, dont Carlos Beltran, et une somme d'argent sont impliqués. John Buck prend alors le chemin de Kansas City.

### Royals de Kansas City

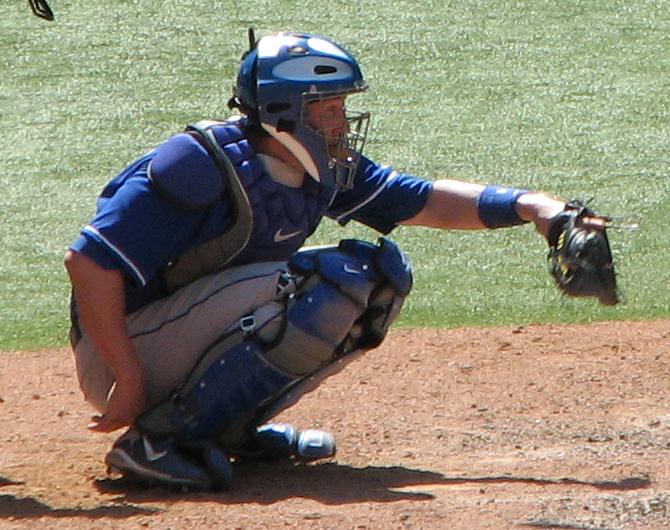
Buck en 2008 avec Kansas City.

Le receveur fait ses débuts dans les majeures dans l'uniforme des Royals dès le lendemain de la transaction, le 25 juin 2004. Il joue 71 parties à sa saison recrue, cumulant 12 coups de circuit et 30 points produits.
Si sa moyenne au bâton ne s'élève jamais au-dessus de ,247 dans ses six saisons à Kansas City, il produit néanmoins 50 points en 2006 et claque 18 circuits en 2007.

### Blue Jays de Toronto
Devenu joueur autonome après la saison 2009, Buck signe un contrat avec les Blue Jays de Toronto. 
Le 29 avril, dans une partie à domicile des Jays contre Oakland, Buck frappe trois circuits dans une même rencontre.
À la mi-saison en 2010, il affiche une moyenne au bâton de ,272 avec 13 circuits et 41 points produits en 71 parties. À la suite de la blessure du receveur Víctor Martínez des Red Sox de Boston, le manager de l'équipe d'étoiles de la Ligue américaine, Joe Girardi, invite Buck à le remplacer pour le match des étoiles du baseball majeur le 13 juillet 2010 à Anaheim. Buck reçoit ainsi sa première sélection pour cette classique. Buck complète l'année avec ses meilleurs statistiques offensives en carrière : moyenne au bâton de ,281, 115 coups sûrs, 20 circuits et 66 points produits. Il devient agent libre en novembre.

### Marlins de la Floride
En novembre 2010, Buck signe un contrat de trois ans avec les Marlins de la Floride. Sa moyenne au bâton chute de façon importante à sa première année à Miami, passant de ,281 la saison précédente à ,227 en 2011. Il claque 16 circuits et produit 57 points en 140 matchs joués.
En 2012, il frappe 12 circuits et produit 41 points en 106 matchs pour les Marlins, mais sa moyenne au bâton ne s'élève qu'à ,192.

### Mets de New York
John Buck revient à Toronto le 19 novembre 2012 lorsqu'il est échangé aux Blue Jays dans le cadre d'une méga-transaction entre les clubs de Toronto et Miami. Il passe aux Jays avec l'arrêt-court José Reyes, le lanceur gaucher Mark Buerhle, le lanceur droitier Josh Johnson et le joueur d'utilité Emilio Bonifacio en retour de l'arrêt-court Yunel Escobar, du voltigeur Jake Marisnick, du joueur d'avant-champ Adeiny Hechavarria, du receveur Jeff Mathis, des lanceurs droitiers Henderson Alvarez et Anthony DeSclafani et du lanceur gaucher Justin Nicolino. Le 17 décembre suivant, Buck est échangé aux Mets de New York dans une transaction à six joueurs : il accompagne à New York trois joueurs des ligues mineures (le receveur Travis d'Arnaud, le lanceur droitier Noah Syndergaard et le voltigeur Wuilmer Becerra) alors que les Blue Jays font l'acquisition du lanceur droitier R. A. Dickey et des receveurs Josh Thole et Mike Nickeas.
Avec un grand chelem face aux Twins du Minnesota le 12 avril 2013, Buck devient le premier joueur de l'histoire du baseball à récolter 19 points produits à ses 10 premiers matchs pour une nouvelle équipe.

### Pirates de Pittsburgh
Le 27 août 2013, les Mets échangent Buck et le voltigeur Marlon Byrd aux Pirates de Pittsburgh en retour du joueur d'avant-champ des ligues mineures Dilson Herrera et du lanceur de relève droitier Vic Black. Buck joue ses 9 dernières partie de la saison régulière avec les Pirates et obtient 7 coups sûrs. Il complète 2013 avec 15 circuits, 60 points produits et une moyenne au bâton de ,219 pour New York et Pittsburgh. Pour la première fois en 10 ans, il a la chance de jouer en séries éliminatoires et est appelé comme substitut à Russell Martin au poste de receveur dans un match de la Série de divisions des Pirates contre les Cardinals de Saint-Louis.

### Mariners de Seattle
Le 16 janvier 2014, Buck signe un contrat d'un an avec les Mariners de Seattle. Il est libéré en cours de saison après 27 matchs joués.

### Angels de Los Angeles
Buck termine la saison 2014 chez les Angels de Los Angeles pour qui il dispute 5 matchs.
Il joue avec les Braves d'Atlanta au camp d'entraînement suivant mais annonce le 26 mars 2015 sa retraite après 11 saisons jouées dans les majeures.